# 군익로
군익로(Gunik-ro)는 전북특별자치도 군산시 성산면 송학사거리에서 익산시 송학동 익산역사거리를 잇는 도로이다.

## 주요 경유지
전북특별자치도
- 군산시 (성산면 . 개정면 . 임피면 . 서수면) - 익산시 (오산면 . 송학동)

## 노선
| 이름                      | 접속 노선                   | 소재지 | 소재지 | 비고                                     |
| ------------------------- | --------------------------- | ------ | ------ | ---------------------------------------- |
| 고봉 교차로               | 지방도 제706호선 (구암로)   | 군산시 | 성산면 | 국도 제27호선 구간                       |
| 구이교                    |                             | 군산시 | 성산면 | 국도 제27호선 구간                       |
| 와동 교차로 (와동교)      | 아산1길                     | 군산시 | 성산면 | 국도 제27호선 구간                       |
| 창오 교차로 (창오1교)     | 동군산로                    | 군산시 | 성산면 | 국도 제27호선 구간                       |
| 창오2교                   |                             | 군산시 | 성산면 | 국도 제27호선 구간                       |
| 임피 교차로               | 지방도 제711호선 (함안로)   | 군산시 | 임피면 | 국도 제27호선 구간 지방도 제711호선 구간 |
| 계남 교차로               | 지방도 제711호선 (동군산로) | 군산시 | 임피면 | 국도 제27호선 구간 지방도 제711호선 구간 |
| 호산1교 호산2교 서수1교   |                             | 군산시 | 서수면 | 국도 제27호선 구간                       |
| 서수 교차로 (서수2교)     | 지방도 제718호선 (탑천로)   | 군산시 | 서수면 | 국도 제27호선 구간                       |
| 영창교                    |                             | 군산시 | 서수면 | 국도 제27호선 구간                       |
| 만신교                    |                             | 군산시 | 임피면 | 국도 제27호선 구간                       |
| 영만 교차로               | 국도 제23호선 (서부로)      | 익산시 | 오산면 | 국도 제23, 27호선 구간                   |
| 청수교 영만교             |                             | 익산시 | 오산면 | 국도 제23, 27호선 구간                   |
| 장신 교차로               | 오산로                      | 익산시 | 오산면 | 국도 제23, 27호선 구간                   |
| 송학 교차로               | 국도 제23호선 (무왕로)      | 익산시 | 오산면 | 국도 제23, 27호선 구간                   |
| 장신사거리                | 선화로6길 학군로16길        | 익산시 | 송학동 | 국도 제27호선 구간                       |
| 송학현대사거리            | 배산로                      | 익산시 | 송학동 | 국도 제27호선 구간                       |
| 송학사거리 (중앙지하차도) | 국도 제27호선 (고현로)      | 익산시 | 송학동 | 국도 제27호선 구간                       |
| 익산역사거리              | 익산대로                    | 익산시 | 송학동 |                                          |
| 중앙로와 직결             |                             |        |        |                                          |

## 주요 건물 및 시설
- GS칼텍스 군산IC LPG충전소 (군익로 111/고봉리 172-6)
- GS칼텍스 군산IC주유소 군익로 111/고봉리 172-6)
- E1 호남제일주유소 (군익로 365/장신리 120)
- 미니스톱 익산휴먼시아점 (군익로 411/장신리 1130)
- CU 익산뉴장신점 (군익로 415/송학동 285-2)
- GS칼텍스 새일주유소 (군익로 451/송학동 268-22)
- 파리바게트 익산송학점 (군익로 477/송학동 238-11)
- 이마트24 익산송학점 (군익로 511/송학동 16-4)